# Zugfestigkeit

„Nominelle“ (rot) und „wahre“ (blau) Spannung von Stahl im Spannungs-Dehnungs-Diagramm. (Erstere bezieht sich auf den Ausgangsquerschnitt des Prüflings. Letztere berücksichtigt die Einschnürung während der Zugprobe.) Die Zugfestigkeit ist das Maximum der nominellen Spannung, hier mit 1 markiert. Punkt 2 kennzeichnet die Streckgrenze, Punkt 3 die Bruchspannung.

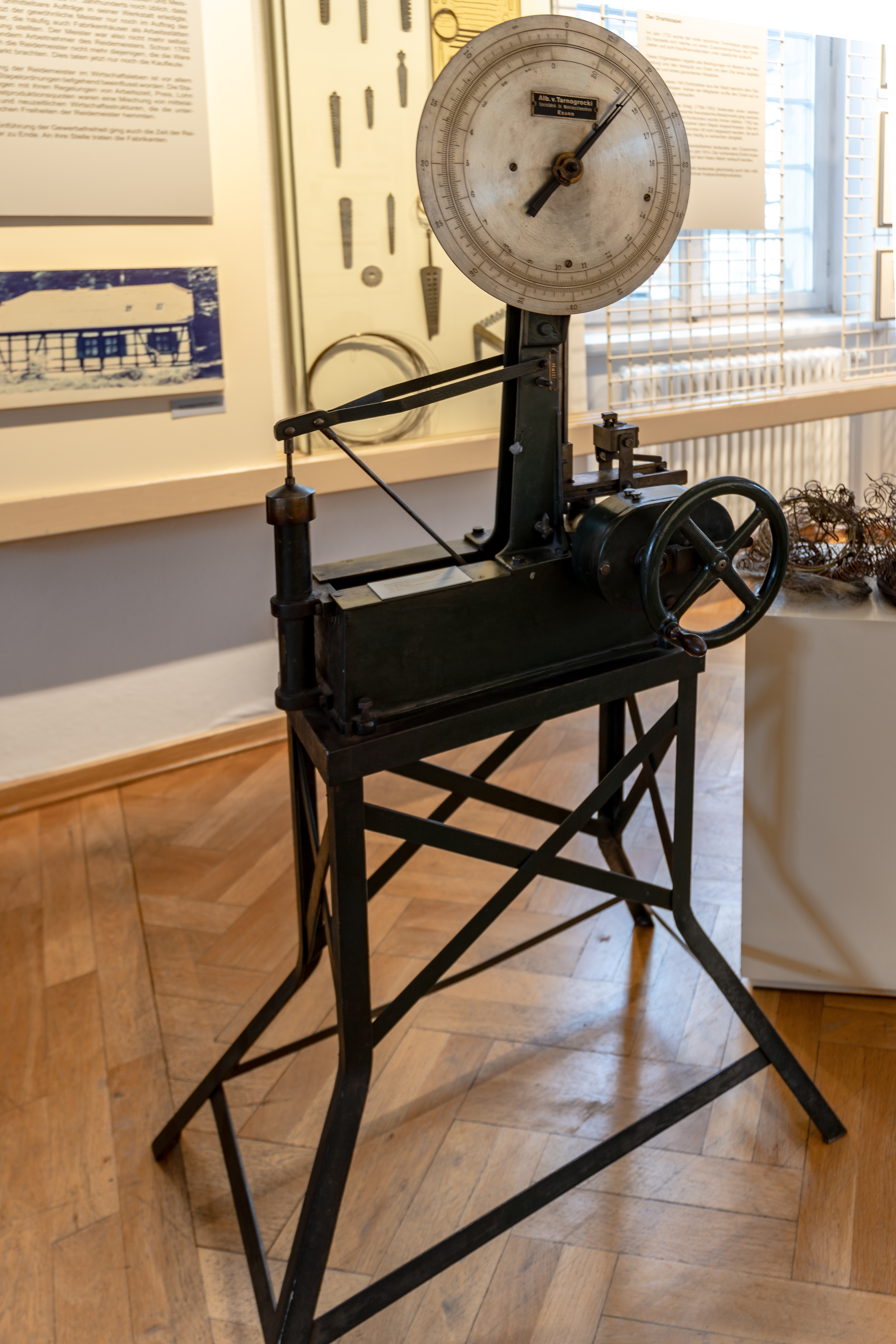
Zugfestigkeitsprüfer für Drahtmaterial

Die Zugfestigkeit (insbesondere bei Textilien und Papier auch Reißfestigkeit) ist einer von mehreren Festigkeitskennwerten eines Werkstoffs: die maximale mechanische Zugspannung, die der Werkstoff aushält. Die Dimension der Zugfestigkeit ist Kraft pro Fläche mit den Maßeinheiten N/mm² oder MPa. Als Formelzeichen der Zugfestigkeit werden u. a. verwendet: {\displaystyle R_{\mathrm {m} }}, {\displaystyle R_{\mathrm {Z} }}, {\displaystyle \sigma _{\mathrm {M} }}, {\displaystyle \sigma _{\mathrm {m} }}, {\displaystyle \sigma _{\mathrm {B} }}, {\displaystyle \beta _{\mathrm {Z} }} oder {\displaystyle f_{\mathrm {ct} }}.
Im Spannungs-Dehnungs-Diagramm ist die Zugfestigkeit der höchste Punkt der Kurve. Bestimmt wird diese zumeist durch den Zugversuch als maximal erreichte Zugkraft {\displaystyle F_{z}}, bezogen auf den ursprünglichen Querschnitt {\displaystyle A_{0}} der genormten Zugprobe:
{\displaystyle R_{\mathrm {m} }={\frac {F_{z}}{A_{0}}}}
Duktile Werkstoffe wie Stahl dehnen sich im Zugversuch nach Überschreiten der Zugfestigkeit noch weiter, der Probenstab schnürt dann ein. Spröde Werkstoffe wie Gusseisen dagegen brechen nahezu ohne Einschnürung.

## Nominelle und wahre Zugfestigkeit
Zu unterscheiden sind die „nominelle“ Spannung {\displaystyle \sigma _{\text{nominell}}} („technische-“ oder „Ingenieur-Spannung“) und die „wahre“ Spannung {\displaystyle \sigma _{\text{wahr}}}. Die aus dem Spannungs-Dehnungs-Diagramm abgelesenen (nominellen) Spannungswerte (Zugfestigkeit, Streckgrenze) entsprechen nicht der wahren Spannung im Werkstoff. Dies liegt daran, dass bei der Berechnung der nominellen Spannung die Zugkraft auf den Ausgangsquerschnitt bezogen wird.
Bei der Zugprobe ändert sich der wirkliche Querschnitt {\displaystyle A} aufgrund von Querkontraktion und Brucheinschnürung und ist nach einer Verformung geringer als der Ausgangsquerschnitt. Insbesondere an Proben aus duktilen Werkstoffen ist die plastische Verformung nach dem Test durch einen verringerten Querschnitt sicht- und messbar. Die wahre Zugfestigkeit entspricht also nicht der nominellen Zugfestigkeit in der Probe, sondern ist höher. 
{\displaystyle \sigma _{\mathrm {wahr} }={\frac {F_{z}}{A}}}
Die „nominelle“ Zugfestigkeit kann in eine „wahre“ Spannung umgerechnet werden, die aber nicht der „wahren“ Zugfestigkeit entsprechen muss. Über den Bereich der Gleichmaßdehnung kann unter Annahme von Volumenkonstanz der wirkliche Querschnitt errechnet werden. Sobald es zu einer Einschnürung kommt, ist eine Abschätzung des Querschnittes nicht genau möglich. 
Im instrumentierten Zugversuch wird der Probenquerschnitt kontinuierlich gemessen und die Kraft auf den wahren Querschnitt bezogen. So untersuchte Proben zeigen einen kontinuierlichen Anstieg der wahren Spannung bis zum Bruch (blaue Kurve in der Abb.). Der auf diese Weise ermittelte Wert ist jedoch nur von theoretischer Bedeutung.
Für die Dimensionierung in der Technik ist üblicherweise die Streckgrenze relevant. Die nominelle Zugfestigkeit spielt jedoch eine Rolle beispielsweise in der Fertigung beim Verformen oder Zerspanen.
Spröde Werkstoffe wiederum werden zwar nach der Zugfestigkeit dimensioniert, allerdings gibt es bei diesen Werkstoffen auch keine relevante Einschnürung und daher keinen Unterschied zwischen nomineller und wahrer Spannung.
Kurz: technisch hat ein Bauteil bei Erreichen der Zugfestigkeit längst versagt, mit oder ohne Einschnürung.

## Zugfestigkeit als Namensbestandteil
Die Zugfestigkeit wurde in der Vergangenheit häufig für die Charakterisierung von Werkstoffen verwendet. Ein Beispiel hierfür ist die Bezeichnung von Baustählen. So wurde der Stahl 52 (St52, heute S355) nach seiner Zugfestigkeit von 52 kp/mm² (510 N/mm²) bezeichnet.
Aufgrund der Harmonisierung der europäischen und internationalen Normen werden heute viele Stähle nach der Streckgrenze bezeichnet, die aus konstruktiver Sicht ein besserer Kennwert für die Belastbarkeit eines Werkstoffs ist.

## Beispielwerte
| Werkstoff                     | Zugfestigkeit in N/mm² bzw. MPa   |
| ----------------------------- | --------------------------------- |
| Glas                          | 7–70                              |
| Blei                          | 10 bis 15                         |
| Zinn                          | 15                                |
| Porzellan                     | 45                                |
| Polystyrol                    | 45 bis 64                         |
| Magnesiumlegierungen          | 150 bis 350                       |
| Aluminiumlegierungen          | meist 200 bis 450; selten bis 640 |
| Kupferlegierungen             | 240 bis 500                       |
| Gusseisen mit Lamellengraphit | 100 bis 350                       |
| menschliches Haar             | 200                               |
| Titanlegierungen              | 290 bis 1200                      |
| Baustahl                      | 310 bis 690                       |
| Legierter Stahl               | 1100 bis 1300                     |
| Dyneema                       | 3000                              |
| Kohlenstoffnanoröhren         | bis 63.000                        |